# القفزة الثانية الشمالية
القفزة الثانية الشمالية أو لمدا الكلب الأكبر Lambda Ursae Majoris اسمه التقليدي Tania Borealis مشتق من الاسم العربي. هو نجم في كوكبة الدب الأكبر.
وهو نجم أبيصينتمي إلى الفئة الطيفية A ويبعد 135 سنة ضوئية عن الأرض ويملك قدر ظاهري 3.5m.